# Mount Goossens
Mount Goossens är ett berg i Antarktis. Det ligger i Östantarktis. Norge gör anspråk på området. Toppen på Mount Goossens är 2 200 meter över havet.
Terrängen runt Mount Goossens är huvudsakligen platt, men västerut är den kuperad. Trakten är obefolkad. Det finns inga samhällen i närheten.